# Naxxar
Naxxar és una petita ciutat de la Regió del Nord de Malta, amb una població de 14.891 persones al març de 2014, i una superfície d'11,6 km².
Està situat a la costa oriental de l'illa, al nord de La Valletta.